# Бужинские
Бужинские (пол. Burzyński,

## Описание герба
На червленом поле два накрест положенные золотые меча и якорь того же металла, в верхних углах щита два колесца от шпор. Щит украшен шлемом, над которым три страусовые пера, два из них червленого цвета, а третье золотое, на шлеме дворянская корона и намет червленый с золотым подбоем.

Описание герба из Высочайше утвержденного диплома приводится по материалам И.В.Борисова. Дата пожалования: 03.07.1853
- Герб Бужинских внесен в Часть 2 Сборника дипломных гербов Российского Дворянства, невнесенных в Общий Гербовник, стр. 79
- Павел Бужинский, коллежский секретарь, жалован дипломом на потомственное дворянское достоинство. (ДС, том II, стр.79)

Пять частей Общего гербовника были утверждены императором Павлом I:
1. первая часть — 1 января 1798 г. (150 гербов),
2. вторая — 30 июня 1798 г. (150 гербов),
3. третья — 19 января 1799 г. (150 гербов),
4. четвёртая — 7 декабря 1799 г. (150 гербов),
5. пятая — 22 октября 1800 г. (150 гербов).

- Линия рода в Королевстве Польском
- Герб Бужинских в Общем Гербовнике